# NGC 1266
NGC 1266 est une galaxie lenticulaire située dans la constellation de l'Éridan. NGC 1266 a été découverte par l'astronome germano-britannique William Herschel en 1784.

## Caractéristiques
Sa vitesse par rapport au fond diffus cosmologique est de 1 993 ± 13 km/s, ce qui correspond à une distance de Hubble de 29,4 ± 2,1 Mpc (∼95,9 millions d'al).
NGC 1266 est une galaxie active de type Seyfert indéterminé (Sy ?) et c'est aussi une galaxie LINER, c'est-à-dire une galaxie dont le noyau présente un spectre d'émission caractérisé par de larges raies d'atomes faiblement ionisés. L'image de cette galaxie montre un noyau très brillant qui semble entouré d'un anneau.

### Luminosité dans l'infrarouge
La luminosité de NGC 1266 dans l'infrarouge lointain (de 40 à 400 µm)  est égale à 2,29 × 1010 {\displaystyle L_{\odot }} (1010,36{\displaystyle L_{\odot }}) et sa luminosité totale dans l'infrarouge (de 8 à 1 000 µm) est de 2,88 × 1010 {\displaystyle L_{\odot }} (1010,46{\displaystyle L_{\odot }}).